# Червона Гірка (Кам'янський район)
Черво́на Гірка́ — село в Україні, Кам'янському районі Дніпропетровської області.
Входить до складу Лихівської селищної громади. Населення — 37 мешканців.

## Географія
Село Червона Гірка знаходиться на одному з витоків річки Омельник, на відстані 1 км від сіл Володимирівка і Байдаківка. Річка в цьому місці пересихає, на ній зроблена загата.

## Населення

### Мова
Розподіл населення за рідною мовою за даними перепису 2001 року:
| Мова       | Відсоток |
| ---------- | -------- |
| українська | 100 %    |

## Інтернет-посилання
- Погода в селі Червона Гірка [Архівовано 21 грудня 2011 у Wayback Machine.]

1. ↑  Рідні мови в об'єднаних територіальних громадах України — Український центр суспільних даних